# Torrione di San Giovanni
Il Torrione di San Giovanni è il baluardo difensivo sulla cinta muraria di Ferrara che si trova all'inizio di corso Porta Mare.

## Storia

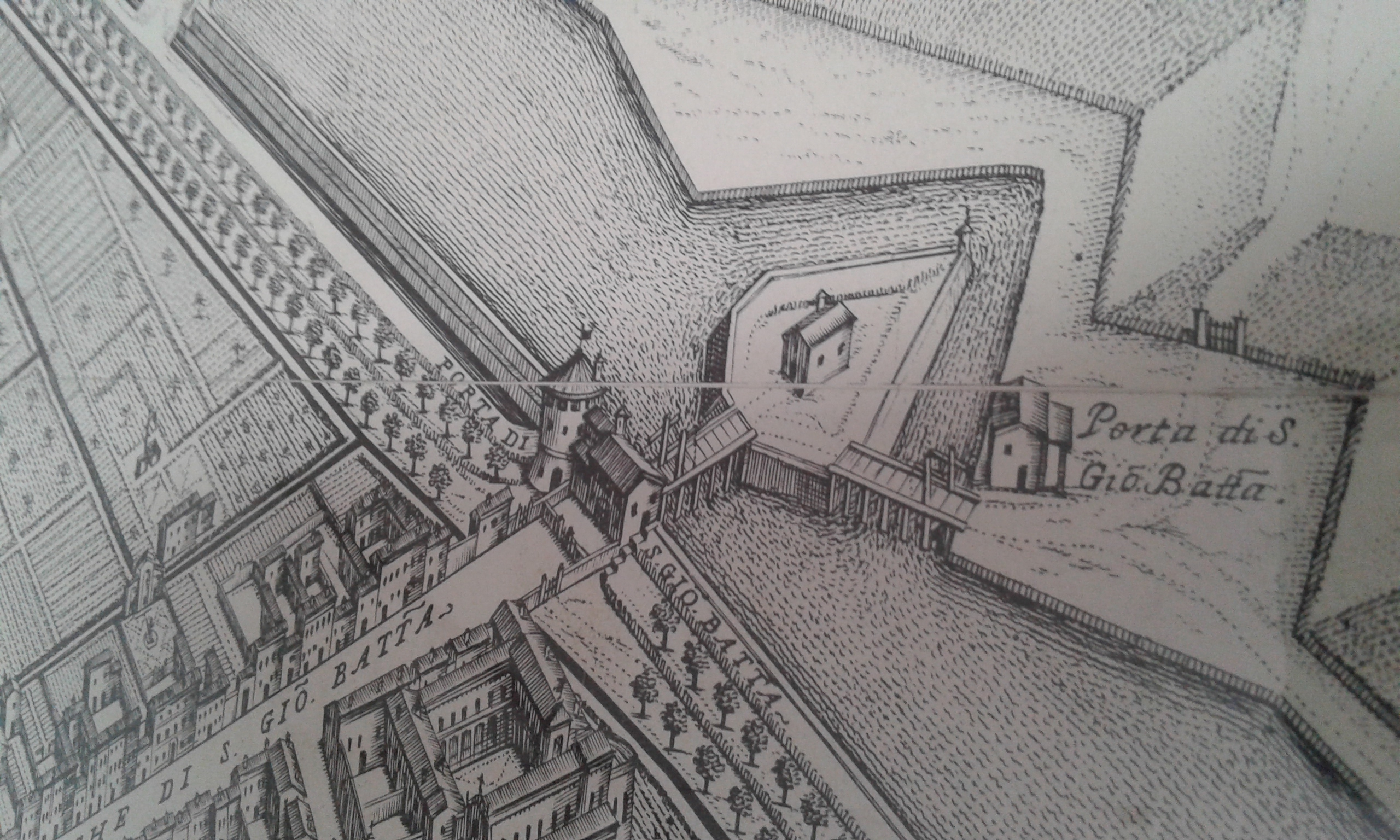
Torrione di San Giovanni nella pianta ed alzato della città di Ferrara di Andrea Bolzoni.

Il torrione venne costruito tra il 1493 ed il 1497 per volontà di Ercole I d'Este dal suo architetto Biagio Rossetti, e da subito fu compreso nella nuova barriera difensiva contro gli attacchi possibili che potevano arrivare alla città, in particolare dalla Serenissima. L'Addizione Erculea, che portò all'enorme estensione dell'area urbana, riguardò non solo quest'area ma anche la sua protezione. Il torrione di San Giovanni, in particolare, poiché fu quello posto a protezione della nuova porta cittadina all'inizio dell'allora via dei Prioni (in seguito corso Porta Mare) fu quello di maggiori dimensioni del settore e ci è pervenuto in condizioni che permettono di valutare l'importanza strategica di difesa che in quel periodo poteva assumere.
La sua tecnica costruttiva rispettò le principali esigenze relative alle capacità di resistenza contro i colpi di artiglieria, con muri alla base dello spessore di oltre due metri e mezzo, e la necessità di reggere il grande peso delle artiglierie dell'epoca, ognuna di diverse tonnellate, quindi con una robusta volta nell'ambiente sottostante al piano dedicato alle bocche da fuoco. Nei primi tempi la parte superiore, scoperta, era dotata di merlatura. Durante i secoli successivi fu oggetto di interventi per adeguarlo alle mutate concezioni di architettura militare con la costruzione di un rivellino esterno, cioè di un bastione a forma di freccia fuori dalla cinta muraria e nel XIX secolo alla struttura vennero assegnate anche funzioni di dazio. Dopo il periodo dell'invasione napoleonica la porta venne chiamata Porta Mare e il torrione perse importanza militare. Venne utilizzato a lungo per scopi diversi, anche come magazzino e polveriera, e in certi momenti abbandonato e dimenticato. La porta venne demolita all'inizio del XX secolo.

## Descrizione
Il torrione è costituito da una struttura a forma di torre larga e di grandi dimensioni. Si presenta quasi intatto, ad esclusione della parte riguardante i merli superiori, e rispecchia la tipica architettura militare del XV secolo delle strutture difensive di Biagio Rossetti.

## Patrimonio dell'umanità

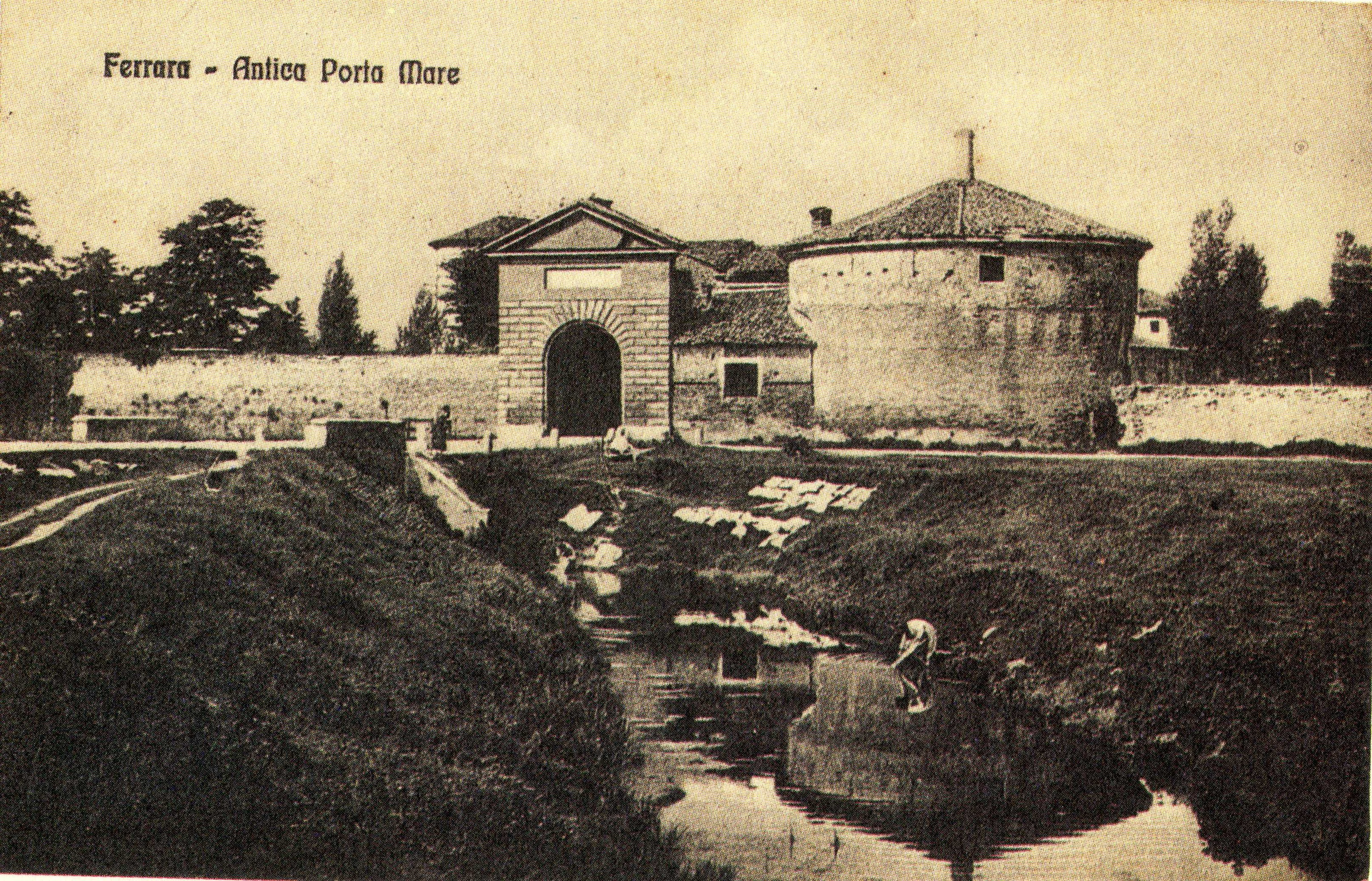
L'antica Porta Mare in un'immagine del 1909, poco prima della sua demolizione.

L'intero percorso della mura di Ferrara, che comprende anche il torrione, viene ricordato tra i criteri di iscrizione della città ai siti patrimonio mondiale dell'umanità con l'inserimento nel Patrimonio mondiale UNESCO rispettivamente a Berlino nel 1995 e a Marrakech nel 1999.

## Porta San Giovanni o Porta Mare
Accanto al torrione sino al 1909 ci fu una storica porta che era stata costruita per l'ingresso in città in quel settore a nord est in direzione del mare. Con l'arrivo dell'invasione napoleonica nel 1796 a questa porta, come ad altre in città (Porta Reno, Porta Po e Porta Romana), venne modificato il nome per eliminare ogni riferimento religioso, e da Porta San Giovanni divenne Porta Mare.

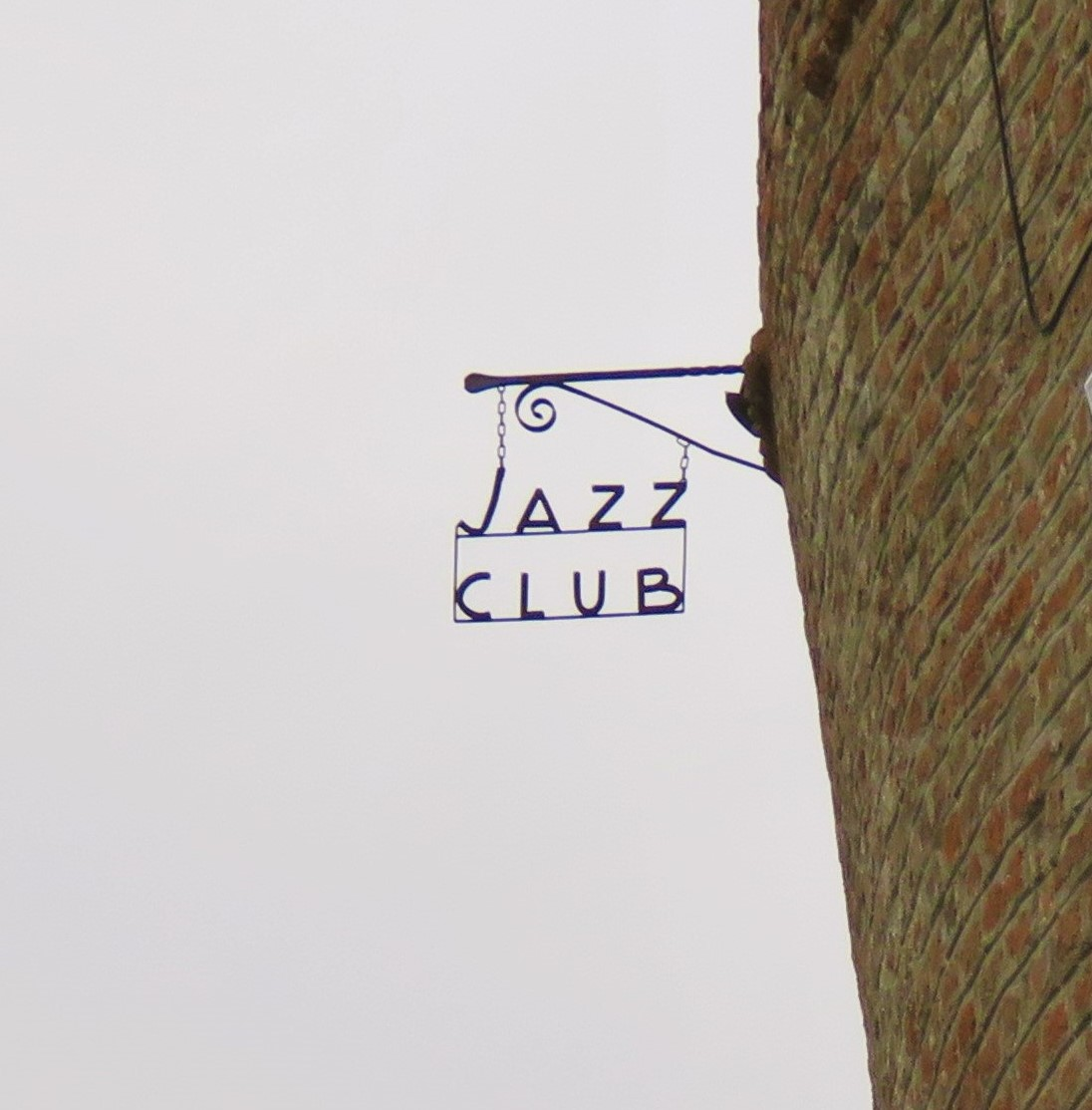
Il Jazz Club nel torrione di San Giovanni.

All'inizio del XX secolo, per le mutate esigenze urbane e la necessità di costruire una linea tramviaria, la porta venne demolita e fu costruito un nuovo edificio anche per la casa del dazio, che in seguito fu utilizzato come farmacia comunale.

## Jazz Club
A partire dal 1999, dopo importanti lavori di restauro, il torrione è divenuto sede del Jazz Club di Ferrara.
https://jazzclubferrara.com/